# Post (dienst)

Een universeel symbool van post - een envelop

De post is een systeem voor het fysiek vervoeren van poststukken (briefkaarten, brieven en pakketten). Een postdienst kan privé of openbaar zijn, hoewel veel regeringen beperkingen opleggen aan particuliere systemen. Sinds het midden van de 19e eeuw zijn nationale postsystemen over het algemeen opgericht als een overheidsmonopolie, met een vergoeding voor het vooruitbetaalde artikel. Het betalingsbewijs is meestal in de vorm van een zelfklevende postzegel, maar een postmeter wordt ook gebruikt voor bulkmailing.
Postautoriteiten hebben naast het vervoer van brieven vaak ook andere functies. In sommige landen houdt een post-, telegraaf- en telefoondienst (PTT) toezicht op het postsysteem, naast telefoon- en telegraafsystemen. De postsystemen van sommige landen maken spaarrekeningen mogelijk en behandelen paspoortaanvragen.

## Etymologie
Het woord "post" is afgeleid van het Franse poste = plek waar mensen of paarden gestationeerd zijn (1598),
Italiaans posto = station (16e eeuw), afgeleid van vulgair Latijn *postum < positum (geplaatst, van
ponere). Het gebruik in verband met posterijen stamt uit 1657.
De Grieken spreken van tachydromeio = snelloperij, waar zij post bedoelen; de Spanjaarden van correos, hetgeen dezelfde notie uitdrukt.